# روب نيلسون
روب نيلسون (بالإنجليزية: Rob Nilsson)‏ هو كاتب سيناريو وصحفي ومؤلف ومخرج وشاعر وممثل أمريكي، ولد في 29 أكتوبر 1939 في الولايات المتحدة. بدأ مشواره المهني سنة 1978، ومن الجوائز التي نالها كاميرا الذهب سنة 1978 ومهرجان صاندانس السينمائي.

## أعمال

### مسلسلات
- بيفرلي هيلز 90210

## جوائز
- كاميرا الذهب (1978)
- مهرجان صاندانس السينمائي

## وصلات خارجية
- روب نيلسون على موقع IMDb (الإنجليزية)
- روب نيلسون على موقع ألو سيني (الفرنسية)
- روب نيلسون على موقع أول موفي (الإنجليزية)
- روب نيلسون على موقع قاعدة بيانات الأفلام السويدية (السويدية)
- روب نيلسون على موقع قاعدة بيانات الفيلم (الإنجليزية)
- روب نيلسون على موقع كينوبويسك (الروسية)